# Rey Escorpión (luchador)
Fabián Núñez Nápoles  (Guaymas, Sonora, 20 de enero de 1979) más conocido bajo el apodo del Rey Escorpión es un luchador profesional mexicano. El rey Escorpión trabaja para la  Lucha Libre AAA Worldwide (AAA) y anteriormente estuvo para el Consejo Mundial de Lucha Libre (CMLL).
Sus logros fue una vez Campeón Mundial en Parejas de AAA con El Texano Jr., una vez Campeón Mundial de Peso Semicompleto del CMLL, una vez Campeón Mundial de Tercias de AAA, 2 veces bicampeón del Gran Alternativa (2011-2013) y ganador del Rey de Reyes (2018).

## Carrera

### Asistencia Asesoría y Administración/Lucha Libre AAA Worldwide (2008–2009, 2017-presente)
Escorpión comenzó a trabajar intermitentemente para la Asistencia Asesoría y Administración (AAA) a partir de 2000, trabajando principalmente en espectáculos más pequeños cuando AAA recorrió el norte de México. Durante este período, sostuvo el Campeonato de peso medio norte AAA. En 2008, los miembros del grupo AAA Los Guapos ("The Handsome Ones") Scorpio Jr. y Zumbido abandonaron la promoción AAA para unirse al Grupo de Revolución Internacional de Lucha (IWRG).
Tras su partida, Escorpión Negro se presentó como un nuevo miembro de Los Guapos VIP, uniéndose a El Brazo y Decnis para completar el equipo. Escorpión Negro y el resto de Los Guapos VIP se unieron con Pirata Morgan en una derrota ante el equipo de El Alebrije, Brazo de Plata, El Elegido y Pimpinela Escarlata en la cartelera del evento Verano de Escándalo.
Tras 8 años de ausencia, Rey Escorpión hizo su regreso en AAA como heel en el evento de Triplemanía XXV atacando a El Mesías y Pagano. Más tarde inició una rivalidad con Psycho Clown desde la función de 4 de septiembre. El 19 de noviembre, obtuvo una oportunidad por el Campeonato Latinoamericano de AAA contra El Hijo del Fantasma, pero luego, Psycho le costó la victoria.
El 4 de marzo en Rey de Reyes, Escorpión compitió en el torneo anual eliminando a Angelikal, Dave the Clown y a Pimpinela Escarlata pasando a la final, más tarde venció a Bengala, Hijo del Vikingo y a La Parka para ganar el Torneo Rey de Reyes 2018.
El 25 de marzo, Escorpión hizo equipo El Texano Jr. venciendo a Cuervo y Escoria ganando el Campeonato Mundial en Parejas de AAA siendo su primer título en AAA.

### Consejo Mundial de Lucha Libre (2009-2016)
Después de dejar AAA, Núñez comenzó a trabajar para el Consejo Mundial de Lucha Libre (CMLL), la otra gran promoción de lucha libre en México. En CMLL, trabajó como Escorpión o Scorpión y apareció principalmente en el primer partido de shows. El 1 de enero de 2011, Escorpión participó en la versión de Reyes del Aire de ese año, pero fue eliminado como el tercer hombre del partido de eliminación de Torneo Cibernético cuando Rey Cometa lo inmovilizó. Después del torneo, Escorpión comenzó una rivalidad histórica con Loco Max.
Unas semanas más tarde, Escorpión ingresó al torneo Gran Alternativa 2011, un torneo de equipo de etiqueta que une a un novato con un luchador experimentado. Escorpión se asoció con Último Guerrero, quien había ganado el torneo Gran Alternativa dos veces antes. El dúo derrotó a los equipos de Magnus y Brazo de Plata, Mortiz y El Terrible, y Diamante y La Sombra para avanzar a la final. El 8 de abril de 2011, Escorpión y Guerrero derrotaron a Máscara Dorada y Metal Blanco para ganar el torneo Gran Alternativa.
Poco después de su victoria en Gran Alternativa, Escorpión cambió su nombre a Rey Escorpión y se unió al grupo Los Guerreros del Infierno de Último Guerrero junto con Dragón Rojo Jr., luego ingresó al Forjando Un Ídolo (Forjando un ídolo), un torneo para ayudar a identificar a un joven y creciente luchador CMLL.

## Vida personal
Núñez es el padre de un hijo que padece la enfermedad de Legg-Calvé-Perthes y ha tenido que someterse a varias cirugías para corregir los problemas. CMLL y Núñez han realizado al menos un evento de recaudación de fondos para ayudar a pagar los gastos.

## En lucha
- Movimientos finales
  - Aguijón Mortal (NJPW) / Aguijón Venenoso (CMLL) (Package piledriver)
- Movimientos en firma
  - La Quebrada

## Campeonatos y logros
- Kaoz Lucha Libre
  - Campeonato Mundial de Peso Completo de Kaoz (1 vez, actual)

- Lucha Libre AAA Worldwide
  - Campeonato Mundial en Parejas de la AAA (1 vez) – con El Texano Jr.
  - Campeonato Mundial de Tríos de AAA (1 vez) – con El Texano Jr., La Hiedra, Taurus & Villano III Jr.
  - Rey de Reyes (2018)

- Consejo Mundial de Lucha Libre
  - Campeonato Mundial de Peso Semicompleto del CMLL (1 vez)
  - Gran Alternativa (2011 y 2013) — con Último Guerrero (1) y Bobby Zavala (1)

- Pro Wrestling Illustrated
  - Situado en el Nº155 en los PWI 500 de 2012[1]
  - Situado en el Nº276 en los PWI 500 de 2013[2]
  - Situado en el Nº97 en los PWI 500 de 2014[3]
  - Situado en el Nº174 en los PWI 500 de 2015[4]
  - Situado en el Nº270 en los PWI 500 de 2016[5]
  - Situado en el Nº185 en los PWI 500 de 2018[6]
  - Situado en el Nº372 en los PWI 500 de 2019[7]